# Lang ben
Lang ben là một bệnh ngoài da do vi nấm malassezia gây ra. Đây là bệnh thường gặp tại Việt Nam, người bệnh thường cảm thấy ngứa, sang thương da (da biến màu trắng hay đen), vẩy, Việc điều trị bệnh tương đối dễ dàng nhưng vấn đề khó khăn nhất là tình trạng tái phát.
Bệnh thường tiến triển âm thầm và lâu dài từ nhiều tháng đến nhiều năm, lứa tuổi thanh thiếu niên 15-25 dễ mắc bệnh nhất, tập trung ở lưng, ngực, cổ và mặt trong cánh tay.Khi bị bệnh, người bệnh đa phần thường cảm thấy ngứa nhẹ (gần như 100%) nhất là khi đổ mồ hôi; sang thương da, cảm thấy bị rát da, các trường hợp da bị giảm sắc tố (màu trắng) chiếm đa số, ngoài ra da cũng có thể bị sậm hơn. 
Thời gian bị bệnh càng lâu thì càng khó chữa. Tỉ lệ mắc bệnh lại sau 1 năm thường cũng khá cao (20%).
Người bị lang ben thường được chỉ định là quần áo khi mặc, không mặc áo ẩm, tắm sạch vùng da nhiễm nấm, bôi và uống các thuốc có chứa Ketoconazole, mới đây là Fluconazole hay Itraconazole. Hai loại thuốc sau được ghi nhận ít độc tố, điều trị có hiệu quả và được sử dụng thay thế Ketoconazole ở hầu hết các nước trên thế giới.